# Гитара Гиттлера

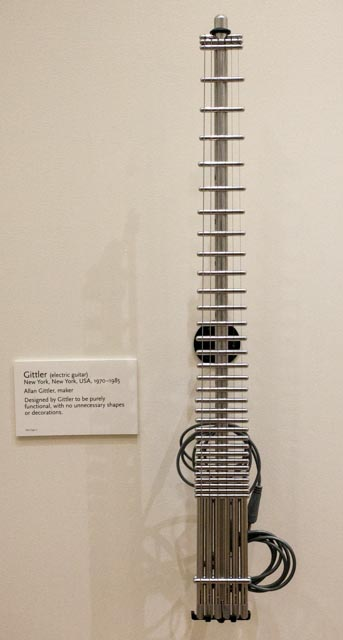
Гитара Gittler (ок. 1970-1985) выставлена в Музее музыкальных инструментов в Финиксе

Гитара Гиттлера — экспериментальная гитара, созданная Алланом Гиттлером (1928–2002). Гиттлер чувствовал, что сентиментальные дизайнерские ссылки на акустические гитары не нужны в гитаре с электронным усилением, и разработал свой инструмент с целью уменьшить электрическую гитару до минимально возможной функциональной формы.

## История
Он сделал 60 гитар в Нью-Йорке с середины 1970-х до начала 1980-х (одну продал Энди Саммерсу, тот играет на ней в клипе The Police "Synchronicity II"). В 1982 году Гиттлер эмигрировал в Израиль, поселился в Хевроне, сменил имя на Авраам Бар Раши и передал лицензию на разработку местной компании в Кирьят-Бялике под названием Astron Engineer Enterprises LTD.
У гитары Gittler шесть струн. У каждой струны свой звукосниматель. Более поздние версии имеют пластиковый корпус. Лады из нержавеющей стали, приделанные к тонкому грифу из нержавеющей стали, придают инструменту некоторые  свойства  ситара, поскольку можно вдавливать струну глубже, чем на гитаре с деревянным грифом. В зависимости от толщины пальцев исполнителя, это недостижимо на нескольких верхних ладах, примерно от 25 до 31.
Музей современного искусства MOMA имеет в своей коллекции один инструмент, как и Бостонский музей изящных искусств (в котором также есть более поздняя деревянная электрогитара Bar Rashi). Гитары Gittler также можно увидеть в нескольких других музеях и коллекциях.

## Текущее производство
После кончины Бар Раши в 2003 году его старший сын Йонатан стал партнером Gittler Instruments LLC. Компания вернулась к производству гитары Gittler и в настоящее время продаёт инструменты через интернет. Президент Gittler Instruments Расс Рубман расширил линейку компании, включив в неё вертикальные басы и скрипки, разработанные по тем же принципам, что и оригинальная гитара Gittler.